# Burg Melteuer
Die abgegangene Burg Melteuer lag in der oberpfälzer Gemeinde Pechbrunn  im Landkreis Tirschenreuth.

## Geschichte
Die ehemalige Wasserburg lag in einem Gebiet nördlich von Pechbrunn, das im Mittelalter Teichelberg hieß. 1289 verkauft Heinrich II. von Liebenstein Dörfer in diesem Gebiet hälftig an das Kloster Waldsassen und an der Egerer Ministerialen Arnold von Öd. Aus dem Jahr 1354 datiert die erste Nennung von Melteuer, denn damals belehnt das Kloster den Marquis Raspo de Meltewer mit Dörfern nördlich des Teichelbergs. Dabei soll schon der Vater des Marquis Raspo auf Melteuer gesessen sein, die Burg muss also schon früher errichtet worden sein. Danach ziehen die Rasp nach Redwitz, bis ein Johann Rasp von Redwitz 1507 den Teichelberg für sich beansprucht. Dann wird in einem Bericht des Waldsassener Forstmeisters Sieder wieder von Melteuer gesprochen (ein öde zw der Melteuer genannt ist ain waßrwolberg gewesen darauf ain starkes plochwerk gestand). Dies ist die letzte Nennung der Burg. 1555 wird von einem Teich mit einem Damm berichtet und einer öd gefallenen Mühle, die nach dem Verfall der Burg den Teich als Mühlteich nutzte.

## Baulichkeit
Diese Niederungsburg muss vor 1354 erbaut worden sein. Eventuell wurde die Burg zur Überwachung der Altstraße nach Eger errichtet. Über das Aussehen kann keine Aussage gemacht werden, außer dass das Gebäude in einem Teich gelegen haben muss und zumindest zum Teil aus Holz errichtet worden war (plochwerk). Eventuell hat sich die Burg in der Nähe des Anwesens Steinlohweg 2 befunden, da diese Flur ehemals Melteuerin oder Malteracker hieß (heute unter der westlichen Einfahrt von der B 15 nach Pechbrunn). 